# Oli Weiss
Oli Weiss (* 1970 in Herford) ist ein deutscher Filmeditor und Filmemacher.

## Leben
Aufgewachsen in West-Berlin, begann er seine Tätigkeit beim Film 1992 in der Kaskeline-Filmakademie. Seine erste Anstellung beim Film war am Set von Der Kinoerzähler in den Filmstudios Babelsberg als Praktikant der Aufnahmeleitung. 1993 lernte er Peter Przygodda in München bei den Dreharbeiten zum Film Transatlantis von Christian Wagner kennen und arbeitete viele Jahre in zahlreichen Produktionen mit Przygodda zusammen, unter anderen mit Romuald Karmakar, Volker Schlöndorff und Wim Wenders. Höhepunkte der Zusammenarbeit waren die gemeinsamen Nominierungen für den Besten Schnitt beim Europäischen Filmpreis 2005 für Don’t Come Knocking (Regie: Wim Wenders) sowie die Nominierung für den Besten Schnitt beim Deutschen Filmpreis 2009, zusammen mit Mirko Scheel, für Palermo Shooting (Regie: Wim Wenders).
2008 nahm Weiss an der EFA Masterclass „The Cutting Edge“ mit Hervé Schneid sowie 2012 am Schnittseminar des San Francisco Art Institute mit Jay Boekelheide teil. Mitte der 1990er Jahre gründete er eine Produktionsfirma. Er produzierte und führte Regie bei verschiedenen Kurz- und Dokumentarfilmen. 1999 gründete er mit Marco Kreuzpaintner die Firma Die Filmmanufaktur in München auf dem Gelände der Bavaria Filmstudios. Weiss arbeitete mit Regisseuren wie Mika Kaurismäki, Nico von Glasow, Winrich Kolbe, John Irvin, Gavin Millar, Volker Schlöndorff, Wim Wenders, Marco Kreuzpaintner, Viviane Blumenschein, Katja von Garnier und Brigitte Maria Bertele zusammen. Er ist Mitglied der Europäischen Filmakademie und der Deutschen Filmakademie. Für den Deutschen Filmpreis 2018 wurde er in die Vorauswahlkommission der Sektion Schnitt gewählt.

## Filmografie (Auswahl)
- 1996: The Dreamer
- 1998: Amen
- 1998: Fünf Minuten
- 1999: Im Rhythmus der Zeit
- 2000: Der Atemkünstler
- 2001: Ice Planet
- 2002: REC – Kassettenjungs/Kassettenmädchen
- 2002: Ten Minutes Older
- 2002: Ein Produzent hat Seele oder er hat keine
- 2003: Edelweißpiraten
- 2003: Dot.Kill
- 2005: Don’t Come Knocking
- 2005: Weltverbesserungsmaßnahmen
- 2006: Esperanza
- 2006: Sonic Mirror
- 2006: Rückkehr der Störche
- 2006: Going Against Fate
- 2008: Palermo Shooting
- 2008: Albert Schweitzer – Ein Leben für Afrika
- 2010: Lagos – Notes of a city
- 2011: Sommernachtstango
- 2012: What about love
- 2015: Forever and a Day: Scorpions
- 2017: Holy Spirit
- 2017: Teufelsmoor
- 2017: Handy Hoch!
- 2018: Their Hands are Green and Their Heads are Blue
- 2018: Dogs of Berlin Ep.10

## Nominierungen
- 2005: Europäischer Filmpreis in der Kategorie Bester Schnitt für Don’t Come Knocking
- 2009: Deutscher Filmpreis in der Kategorie Bester Schnitt für Palermo Shooting
- 2018: Winner Best Editing Feature Film Holy Spirit, Five Continents International Film Festival